# Jeg dig elsker
Jeg dig elsker er en dansk dokumentarfilm fra 2005 med instruktion og manuskript af Ulrik Wivel.

## Handling
En udfordrende, fri fortolkning af August Bournonvilles mest kendte ballet og eneste tragedie, Sylfiden. Filmens instruktør fortæller sin historie gennem balletinstruktøren Nikolaj Hübbe, der iscenesætter det 200 år gamle drama om den unge mand, James, som er splittet mellem den verden, han kender, og drømmen om et anderledes, mere fristende og farligt liv.

## Medvirkende
- Mads Blangstrup - James
- Gudrun Bojesen - Sylfiden
- Lis Jeppesen - Heksen
- Nikolaj Hübbe - Instruktøren